# Friedenseiche in Orferode
Die Friedenseiche in Orferode ist einer der vielen Gedenkbäume, die zur Erinnerung an den Deutsch-Französischen Krieg 1870/71 im Land gepflanzt wurden. Die ehemaligen Orferöder Soldaten pflanzten am 22. Februar 1874, dem Gründungstag ihrer Kyffhäuser Kameradschaft, die damals Kriegereiche genannte Friedenseiche zum Gedenken an das Ende des Krieges, aus dem, mit einer Ausnahme, alle 16 Soldaten des Ortes unversehrt heimgekehrt waren. In dem Wald am Hirschberg war der Eichenstamm ausgegraben, in einem feierlichen Umzug ins Dorf getragen und als „Symbol der Kraft und Stärke“ in der Dorfmitte in die Erde gesetzt worden. Unter die Wurzeln wurde eine gestiftete Flasche Schnaps eingegraben.
Auf den Tag genau, 140 Jahre später, feierten die Orferöder 2014 mit einem Jubiläumsfest die Friedenseiche als ein Wahrzeichen ihres Ortes, unter der sich über Jahrzehnte das Dorfleben abgespielt habe. Der Bereich um den Baum mit dem ehemaligen Backhaus, der Milchbank, dem Aushangkasten und dem Spielplatz galt als Treffpunkt schlechthin für die Einwohner Orferodes.
Inzwischen ist das Blätterdach der Eiche nicht mehr so dicht wie in früherer Zeit und wird von Jahr zu Jahr immer lichter. Die Wurzeln sind vermutlich schon in den 1960er Jahren, als die Hauptstraße kanalisiert und asphaltiert wurde, in Mitleidenschaft gezogen worden. In Monaten anhaltender Trockenheit bewässert eine Dorfinitiative das Erdreich um den Baum, um das geschwächte Wurzelwerk zu unterstützen.

## Standort

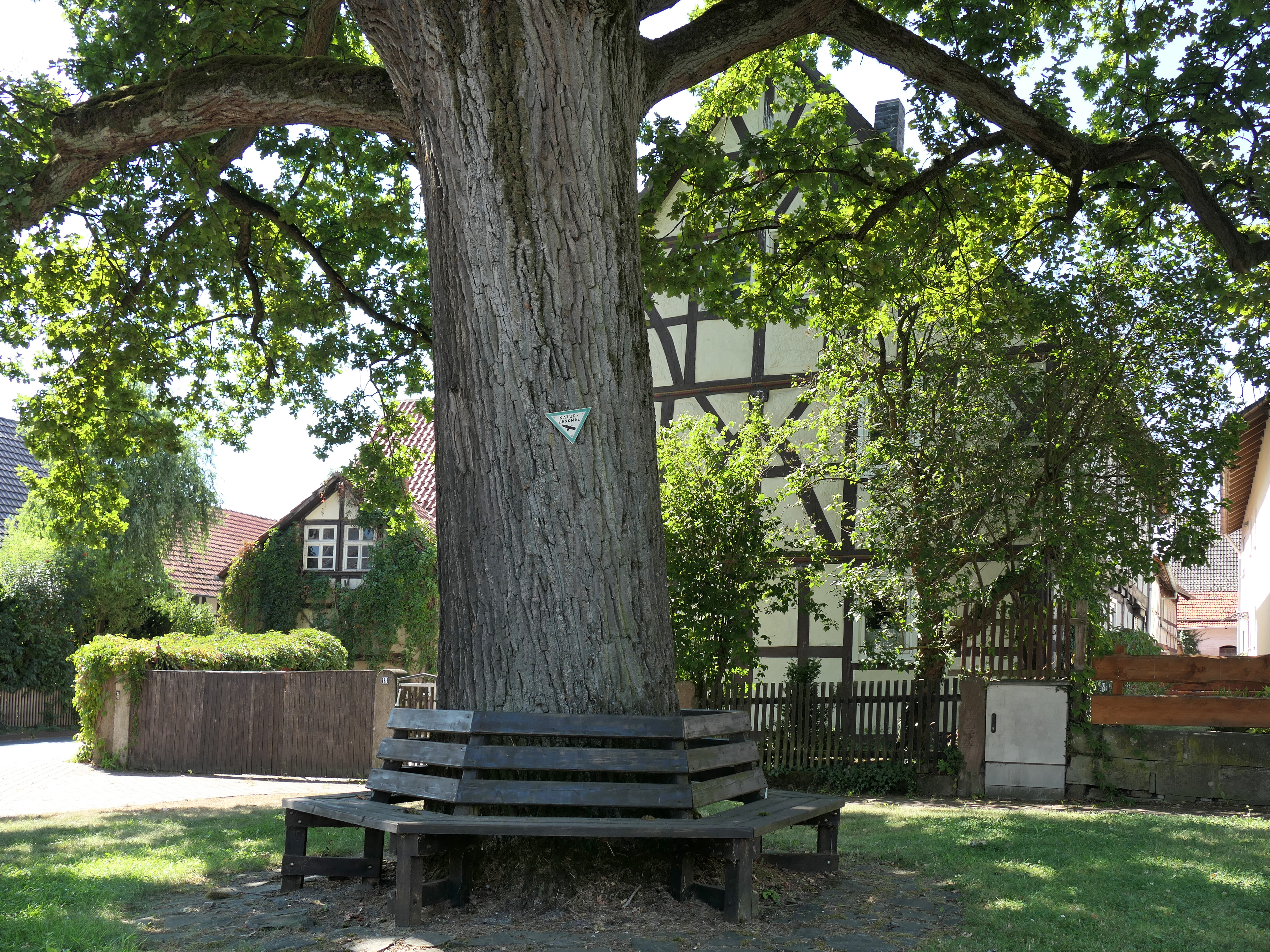
Naturdenkmal Friedenseiche mit umlaufender Bank

Die Friedenseiche steht in der Ortsmitte von Orferode, einem Ortsteil der Stadt Bad Sooden-Allendorf im nordhessischen Werra-Meißner-Kreis. Die Ortschaft im östlichen Meißnervorland wurde 1195, dem Kloster Germerode zugehörig, als „curtis Arnolffrodt“ erstmals erwähnt. Im Jahr 1277 erscheint die Ansiedlung in einer Urkunde, in welcher Graf Ludolf von Bilstein dem Kloster die hohe und niedere Gerichtsbarkeit bestätigt. Als Dorf wird die Ansiedlung erstmals 1498 unter dem Namen „Orfferoide“ bezeichnet.
Die Stätte mit dem Baum befindet sich an der Lehmkaute und der heutigen Durchgangsstraße Hauptstraße, die im Verlauf des 18. Jahrhunderts mit großen Hofanlagen erschlossen wurden. Deren repräsentative Wohnhäuser prägen maßgeblich das Ortsbild Orferodes. Die giebelständig stehenden Häuser mit ihrer reich durchgebildeten Fachwerkkonfiguration und dem großzügig verwendeten Zierrat zeugen von wirtschaftlicher Prosperität. Hier lebten die Fuhrleute, die das in Sooden gewonnene Salz in die Rhein- und Moselregion brachten und auf ihrem Rückweg Wein mitnahmen. Den Umfang des damaligen Transportwesens zeigen noch die erhaltenen Lagerkeller. Der hintere Bereich der Grundstücke wird meistens von einer parallel zum Straßenverlauf errichteten Scheune abgeschlossen, so dass der nördliche Ortsrand Orferodes von einem Gürtel dichtstehender Wirtschaftsgebäude begrenzt wird.

## Schutz
Die Eiche, die in der Liste der Naturdenkmale des Werra-Meißner-Kreises die Nummer ND 636.045 besitzt, wird als „rechtsverbindlich festgesetzte Einzelschöpfung der Natur“ durch das Bundesnaturschutzgesetz besonders geschützt. Bereits am 1. August 1936 ist sie anlässlich der Neuregelung des Naturschutzes, durch das Naturschutzgesetz vom 26. Juni 1935, mit dem Namen „Kriegereiche 1871“ und der laufenden Nummer 84 in das Naturdenkmalbuch des Landkreises Witzenhausen eingetragen worden und erhielt mit dem Inkrafttreten der Verordnung zur Sicherung von Naturdenkmalen in den Stadt- und Landkreisen des Regierungsbezirks Kassel am 1. November 1936 den Schutz des Reichsnaturschutzgesetzes.
Die kaum gestörte Abfolge von Höfen, die sich in imposanter Größe entlang der Hauptstraße und der Lehmkaute erstrecken, gilt dem Denkmalschutz als Gesamtanlage aus künstlerischen und geschichtlichen Gründen als erhaltenswert.